# René Noël
René Noël (Hornu, 25 maart 1907 - Bergen, 22 mei 1987) was een Belgisch senator en burgemeester.

## Levensloop
Zoon van een tegellegger en een huisvrouw, werd Noël in 1927 regent in de wiskunde en stapte hij in het onderwijs. Hij werd actief als syndicalist. Hij klom op tot directeur van een technische school in Cuesmes.
Tijdens de Tweede Wereldoorlog was hij actief in het Verzet bij het Onafhankelijkheidsfront. In 1943 kreeg hij verantwoordelijkheid over de sluikpers in Brabant en behoorde tot de voornaamste initiatiefnemers voor het uitbrengen van de 'valse Le Soir'.
Na de oorlog trad hij toe tot de communistische PCB en werd hij politiek actief. Van 1946 tot 1958 was hij gemeenteraadslid van Bergen en van 1947 tot 1952 was hij er schepen. Hij was van 1946 tot 1949 ook provincieraadslid van Henegouwen.
Van 1949 tot 1950 en van 1954 tot 1974 zetelde hij bovendien in de Senaat als rechtstreeks gekozen senator voor het arrondissement Bergen.
Ondertussen had hij Bergen verlaten om in Cuesmes in 1964 verkozen te worden als gemeenteraadslid en onmiddellijk burgemeester te worden, een ambt dat hij bekleedde tot aan de fusie met Bergen in 1970.
Hij had tegen die tijd een alliantie gesmeed met linkse christendemocraten en met dissidente socialisten en behaalde na de fusie rond Bergen meer dan 20 % en zelfs tot 28 % van de stemmen in de traditioneel socialistische stad, het bolwerk van de socialistische voorman Leo Collard. Hij kon een coalitie aangaan met de socialistische partij en werd schepen van Financiën van 1971 tot 1976.